# Metzgergasse 17 (Alsfeld)
Das Gebäude Metzgergasse 17 ist ein geschütztes Kulturdenkmal aus der Blütezeit Alsfelds im Vogelsbergkreis in Hessen.

## Beschreibung

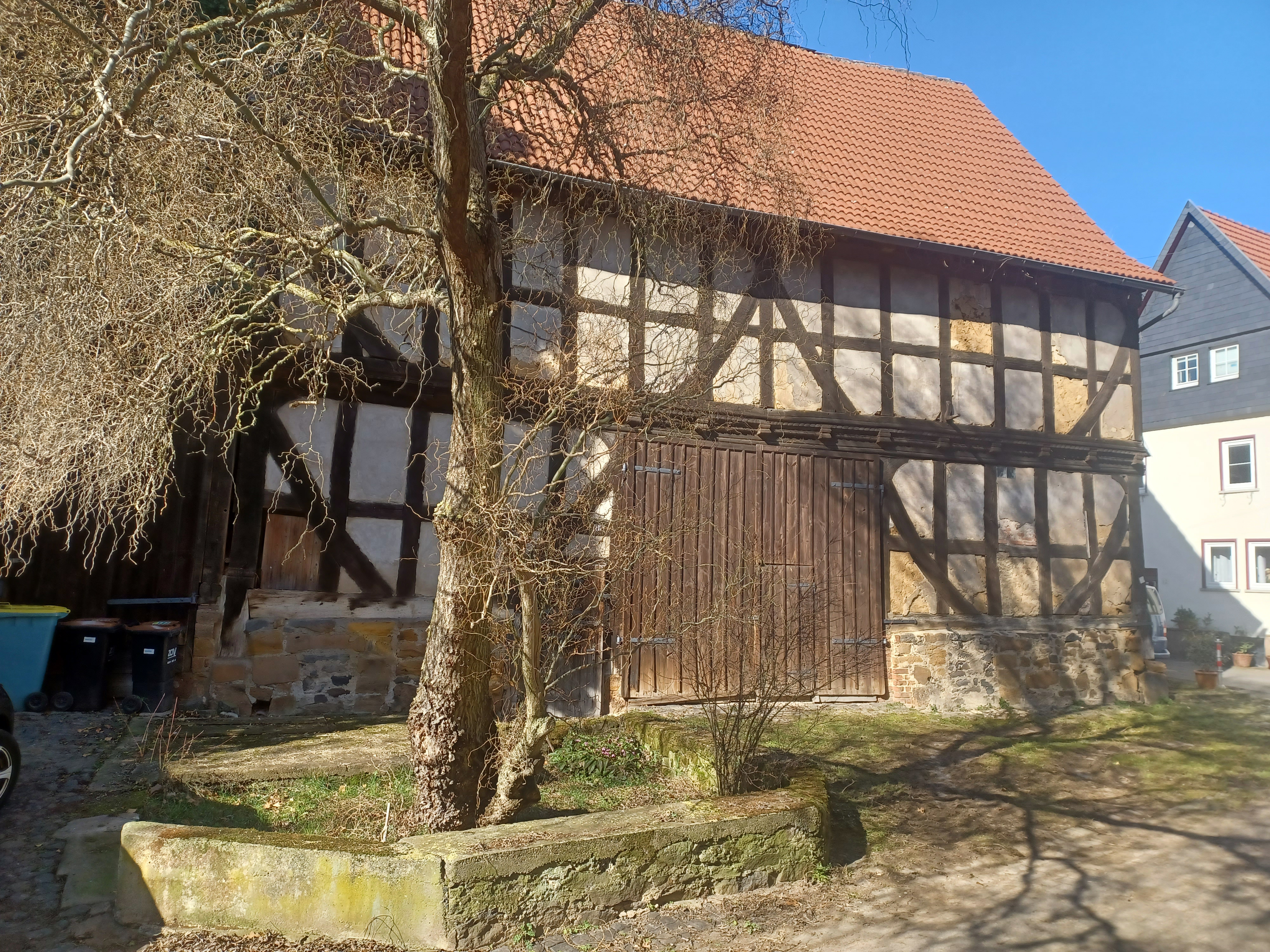
Blick von der Metzgergasse aus

Das Gebäude, das im 16. Jahrhundert von einem wohlhabenden Bürger als Wohnhaus errichtet wurde, zeugt von herausragender Baukunst und einem hohen Anspruch an repräsentative Gestaltung. Besonders eindrucksvoll sind die Mannfiguren an der Hauptfassade, die mit ihrem imposanten Querschnitt und geschweiftem Profil die Pracht des Bauwerks unterstreichen. Der markante Geschossüberstand wird durch kunstvoll gestaltete Balkenköpfe sowie Tau- und Seilbänder akzentuiert.
Ein bemerkenswertes Merkmal des Gebäudes ist das Eichenfachwerk, das bewusst in seinem natürlichen Zustand belassen wurde. Die unverfälschte Farbgebung des Holzes hebt nicht nur die handwerkliche Qualität und die zeitgenössischen Baupraktiken hervor, sondern verleiht dem Gebäude auch einen einzigartigen Charakter, der im Laufe der Jahrhunderte durch die natürliche Alterung entstanden ist. 
Nach der Blütezeit der Stadt wurde es als Scheune genutzt.

## Lage
Das Gebäude befindet sich zwischen Unterer Fulder Gasse und Grabbrunnen in der Alsfelder Altstadt. Unmittelbar gegenüber (Hausnr. 18) richtete die jüdische Gemeinde 1830 die Alsfelder Synagoge ein. 
Das Straßenstück vor dem Gebäude war einst Teil des Burggässchens, es wurde später Teil der Metzgergasse, die Alsfelder Metzgergasse wird schon im Wörterbuch von Jacob Grimm erwähnt. Bis zu deren Abbruch 1847 befand sich die landgräfliche Burg in der Nähe.
Aufgrund seiner Lage in der Mitte des Viertels wollte der Stadtplaner Georg Gonsior das Gebäude in den 1960er Jahren zugunsten eines Parkplatzes abreißen lassen.